# Abraham Dahléen
Abraham Dahléen (skrev sig själv Dalheen, under studietiden Dalenius), född omkring 1690 i Dagsbergs socken, död 10 februari 1728 i Stockholm, var en svensk ämbetsman och politisk fånge.
Dahléen var elev vid Norrköpings skola och därefter från 1703 vid Linköpings gymnasium, 1707 blev han student vid Uppsala universitet där han tillhörde Östgöta nation. Under studietiden var han notarie hos häradshövding Petter Nobelius. I sex år var han extra ordinarie notarie i kammaradvokatfiskalskontoret och under tiden sekreterare vid en kommission i Linköping. Dahléen blev 1713 extraordinarie kanslist i kammarrevisionen, senare samma år kanslist i kammarkollegium och erhöll kollegiets rekommendation till borgmästarämbetet i Norrköping 1717. Genom tjänstebyte blev han 1720 notarie i riksens ständers kontor och erhöll 1721 kontorets rekommendation till posten som borgmästare i Norrköping.
Bondeståndet hade redan vid 1719 och 1720 års riksdagar opponerat sig mot det nya statsskicket, då man såg en stark kungamakt som en garant mot de högre ståndens oinskränkta inflytande över politiken. Inför riksdagen 1723 lade bondeståndet 6 februari fram ett memorial därom inför borgarståndet. De övriga stånden ställde sig helt avvisande och misstänkte att bönderna hade hjälp från andra att formulera sina skrifter.
Den 6 maj 1723 sammanträdde ständernas deputation på riksens ständers kontor. På Dahléens bord där påträffades då memorial och utkast till nya skrivelser å böndernas vägnar. Redan samma dag häktades han och 8 maj tillsattes en kommission att döma i frågan. Dahléen menade sig tidigare ha erhållit skrivuppdrag av bönderna i sin hemtrakt och såg inget annorlunda i detta. I sitt försvar visade han sig dock även stödja böndernas sak och menade att regeringsformen stred mot Guds lag, landslag och tidigare riksdagsbeslut. 23 juli 1723 dömdes Dahléen som förrädare förlustig liv, ära och gods. Han skulle halshuggas och hans skrifter brännas offentligt. Efter bön om nåd lindrades straffet 20 augusti till två års fängelse på Marstrand efter beslut av borgar- och prästeståndet, med reservation mot domens "obehöriga" mildhet från adelsståndet.
Vid den följande riksdagen försökte Dahléen få domen om ärans förlust upphävd, och på grund av sin fattigdom befriades han 22 november 1727 från de med beslutet förenade kansliavgifterna. Han avled bara några månader senare.
I Uppsala var Dahleen musikstipendiat 1708-1710 under director musices Christian Zellinger. Från peståret 1710 finns flera begravningsdikter, bland dem en med sångstämma till Harald Vallerius hustru men även ett bröllopskväde med melodistämma till guldsmeden Ivar Pahlin.